# Leucophenga bezzii
Leucophenga bezzii är en tvåvingeart som beskrevs av Sturtevant 1927. Leucophenga bezzii ingår i släktet Leucophenga och familjen daggflugor.
Artens utbredningsområde är Filippinerna. Inga underarter finns listade i Catalogue of Life.